# Carne-seca

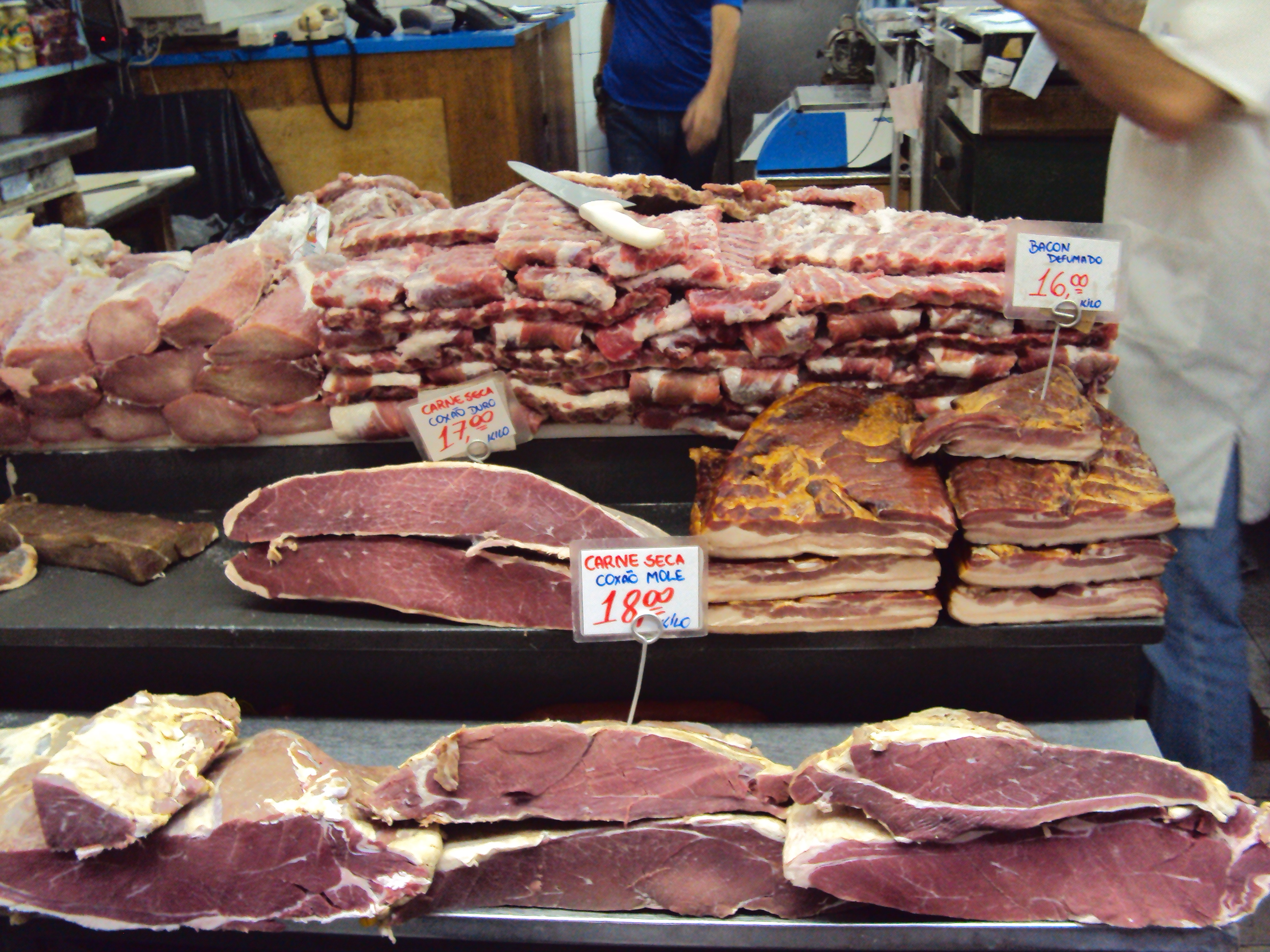
Carne seca

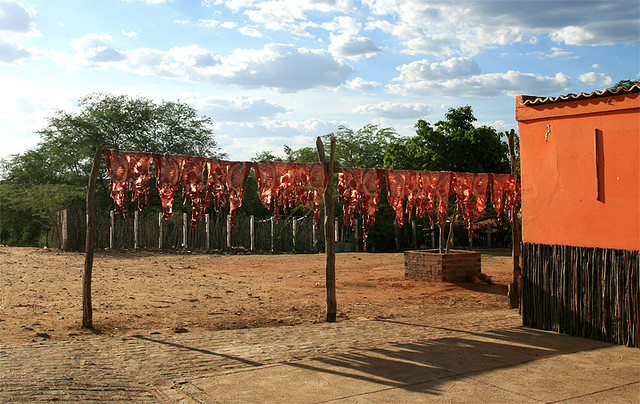
Carne do sertão

A carne-seca é uma das formas mais antigas de conservação de alimentos para os povos de caçadores e pastores nômades. Tradicionalmente, seca-se carne de porco, vaca, carneiro, bode, rena, peru, cavalo, avestruz e camelo, entre as espécies domesticadas, para além de várias espécies de animais selvagens. Existe evidência arqueológica de que o homem-de-neandertal secava carne de mamute.
A forma mais simples de se conservar carne consiste em cortá-la em pedaços que se possam colocar num lugar onde o ar seco retire a humidade da carne, mesmo sem qualquer espécie de cura; isto só é possível em climas que tenham uma estação seca e fria, como no norte da Europa, ou na Mongólia, onde a borts é uma forma tradicional de secar a carne. Noutras regiões, e dependendo da disponibilidade de sal, a salga de carne para ser seca é uma forma mais eficiente e foi utilizada, por exemplo, na América do Sul: os incas secavam carne de lhama com sal, num produto que eles chamavam charqui; este processo foi, depois, transferido para o Brasil, onde subsiste com o nome de charque, e aparentemente para a América do Norte, onde os nativos aprenderam a conservar carne de bisonte; eventualmente, os colonos europeus adotaram o processo, que veio a ser conhecido como jerky, uma corruptela de charqui da língua quíchua.
Em outras regiões, e mais recentemente, passaram a usar-se vários condimentos para preparar a carne para a secagem, o que deu lugar, por exemplo, ao presunto no sul da Europa, aos enchidos secos e fumados, como o salame, ao biltong sul-africano, em que a carne é marinada com vinagre, nitrato de potássio e especiarias como coentro, pimenta e cravinho, por vezes, açúcar, antes de ser seca ao ar livre. Na China, existe um tipo de carne seca, chamada bakkwa ou rougan que é primeiro marinada em açúcar, sal, molho de soja e especiarias e, depois, assada para ficar caramelizada.

## Brasil
No Brasil, a carne-seca também é chamada carne do Ceará, ceará, carne do sul, charque, carne-velha, jabá, iabá, carne de sol, sambamba e sumaca. São mantas de carne, em geral carne bovina, submetidas a processo de salga, e empilhadas em lugares secos, para desidratação e melhor conservação. São muito consumidas em receitas de norte a sul do Brasil, mas principalmente do Nordeste.
Não é raro a utilização dos termos "carne-seca", "charque"  e "carne de sol" como sinônimos; no entanto, existem diferenças basicamente no modo de preparação.
- A carne-seca é colocada manualmente em pouca salmoura, empilhada e exposta por pouco tempo ao sol; o produto final mantém algumas características do corte original.
- No charque, a salga e exposição ao sol são intensos, as mantas são praticamente enterradas em sal e expostas ao sol por dias; o produto final tem suas qualidades sensoriais muito alteradas.
- A carne de sol é preparada artesanalmente, com peças inteiriças e não sob a forma de mantas; também leva menos sal que as outras carnes dessecadas e apesar do seu nome, é deixada em locais cobertos e bem ventilados para desidratação; também é um produto perecível e deve ser mantido sob refrigeração.[3][4]

Considera-se que a carne-seca tenha surgido na região Nordeste do Brasil nos primórdios da colonização. Os principais mercados consumidores eram Pernambuco e Bahia.
Os mais antigos registros históricos a respeito da carne-seca são do século XVII. Em viagem à Bahia, entre agosto e outubro de 1610, Pyrard de Laval registrou:
| “ | É impossível terem-se carnes mais gordas e tenras e de melhor sabor. Verdade é que são os mais belos e os maiores bois do mundo. Salgam as carnes, cortam-nas em pedaços bastante largos, mas pouco espessos, quando muito dois dedos de espessura, se tanto. Quando estão bem salgadas, tiram-nas sem lavar, pondo-as a secar ao sol; quando bem secas, podem conservar-se por muito tempo, sem se estragar, contanto que fiquem secas (...) | ” |

O Rio Grande do Norte e a Paraíba disputaram a iniciativa de industrialização da carne-seca no Nordeste quando, sem nome especial, já nos finais do século XVII, iam barcas de Pernambuco aos rios Açu e Mossoró carregar "carne-seca de bolas".

### Preparação
A carne é desossada e cortada em "mantas" largas mas de pouca espessura; são realizados pequenas perfurações na carne para melhor penetração do sal; é feita salga manual, por toda sua superfície; as mantas de carne são empilhadas para escorrimento da salmoura, e constantemente mudadas de posição, para facilitar a evaporação; são então expostas ao sol em varais, durante 30 a 60 minutos das primeiras horas da manhã e a seguir dobradas e embaladas.